# Arthur Coburn
Arthur Coburn (* New Jersey) ist ein US-amerikanischer Filmeditor.

## Leben
Arthur Coburn begann seine Karriere im Bereich Filmschnitt Mitte der 1970er Jahre. Nach einigen Jahren als Schnitt-Assistent arbeitete er als eigenständiger Editor für große Hollywood-Produktionen, darunter Die Maske, Spider-Man und Monster. Sein letzter Film ist Crossing Over von 2009.

## Filmografie (Auswahl)
- 1984: Beverly Hills Cop – Ich lös’ den Fall auf jeden Fall (Beverly Hilly Cop)
- 1986: Extremities
- 1988: Dominick & Eugene
- 1994: Die Maske (The Mask)
- 1998: Ein einfacher Plan (A Simple Plan)
- 1998: Gefährliche Schönheit – Die Kurtisane von Venedig (Dangerous Beauty)
- 1998: Break Up – Nackte Angst (Break Up)
- 1999: Aus Liebe zum Spiel (For Love of the Game)
- 2000: The Gift – Die dunkle Gabe (The Gift)
- 2002: Spider-Man
- 2003: Unter der Sonne der Toskana (Under the Tuscan Sun)
- 2003: The Cooler – Alles auf Liebe (The Cooler)
- 2003: Monster
- 2006: Running Scared
- 2009: Crossing Over